# گرادیوا

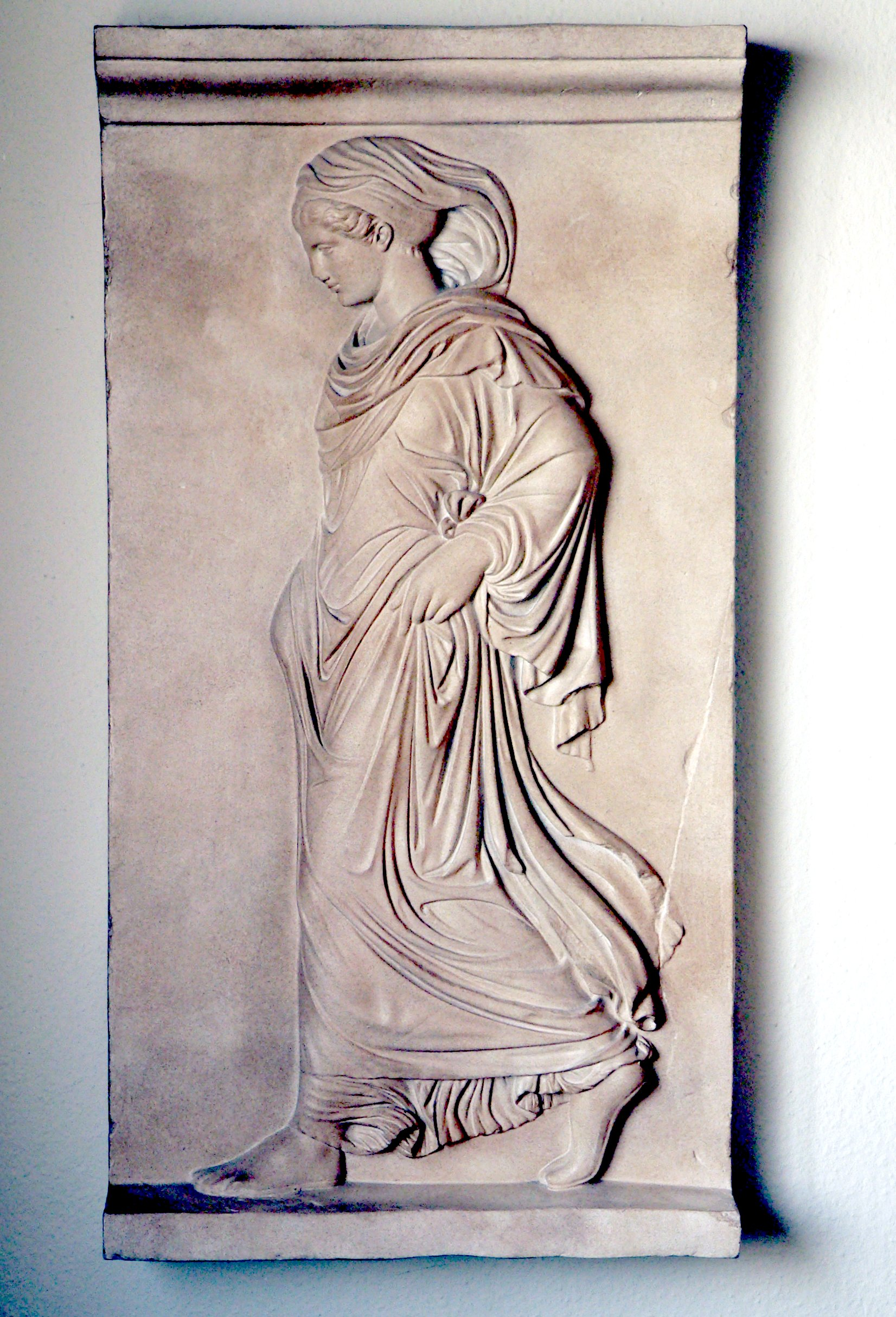
نقش‌برجستهٔ اصلی ملقب به «گرادیوا» که در شهر واتیکان است.

گرادیوا به معنای «قَدَم‌زَن، زَنِ راهرو (زنی که گام برمی‌دارد)»، یک شخصیت اسطوره‌ای است که ویلهلم ینسن او را به عنوان شخصیت اصلیِ رمانش به همین نام آفرید. این شخصیت از یک نقش‌برجسته رومی الهام گرفته شده است. این نقش بعداً پس از انتشار مقاله‌ای در تفسیرِ این اثرِ ینسن توسط زیگموند فروید، به موضوع برجسته‌ای در هنر سوررئالیستی تبدیل شد.

## خاستگاه
این شخصیت برای نخستین بار در رمانی به همین نام (Gradiva) اثر ویلهلم ینسن ظاهر شد. در این رمان، قهرمانِ داستان، مجذوبِ یک شخصیتِ زن در یک نقش‌برجسته باستانی می‌شود و نام او را «گراویدا» می‌گذارد که در لاتین به معنای «اویی که گام برمی‌دارد» است. همچنین باور بر این است که این نام ادای احترامی به مارس گراویدوس، خدایِ جنگ رومیان است.
اوایل پس از انتشارِ رمانِ Gradiva، کارل یونگِ روان‌کاو این رمان را به همکارش زیگموند فروید پیشنهاد داد. فروید این حکایت را مُجاب‌کننده یافت و مقالهٔ تأثیرگذارش با عنوانِ «توهم و رؤیا در گرادیوایِ ینسن» (به آلمانی: Der Wahn und die Träume in W. Jensen's Gradiva) را در سال ۱۹۰۷ منتشر نمود. پس از آن، او چند نامه با ینسن رد و بدل کرد و «ینسن فروید را بابتِ تحلیلِ رمانش، تملق کرد.»

## اصالت
این نقش‌برجسته، یک نقش‌برجسته رومی از دوران نوآتیک (Neo-Attic) است که احتمالاً به نوبهٔ خود یک کپی از یک نسخهٔ قدیمی‌تر یونانی مربوط به سدهٔ چهارم پیش از میلاد است. نقش‌برجستهٔ کامِل، دارایِ نقشِ سه زن (الهه‌های شبنم و فرزندانِ کِکرُپس) است که به نام‌های هورای و آگرولیدس (Agraulids) شناخته می‌شوند: هرس (Heres Of Athens)، پاندروسوس (Pandrosus) و آگلولوس (Aglaulus, daughter of Cecrops). این سه زن را در داستان اسطورهٔ اریختونیوس می‌بینیم که برخلافِ گوشزدِ آتِنا، مادرِ اریختونیوس، قُنداقِ اریختونیوسِ کودک را گشودند و دیدند که او نیمه‌مار است و وحشت کردند. این نقش‌برجسته توسط فردریش هاوزرِ (Friedrich Hauser) باستان‌شناس از قطعاتِ یافت‌شده در چندین مجموعه‌موزهٔ جداگانه کامل شد.

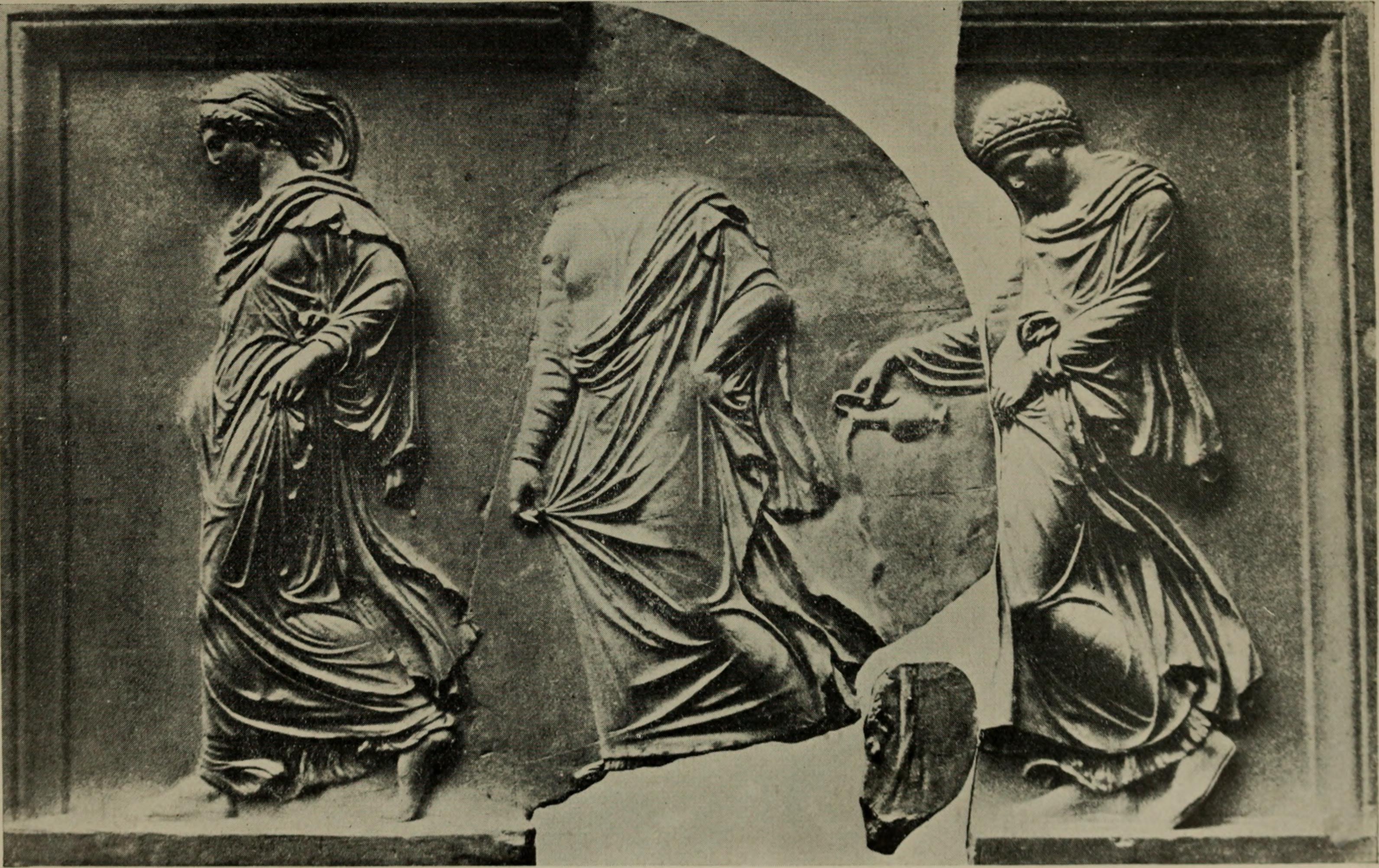
دخترانِ کِکرُپس

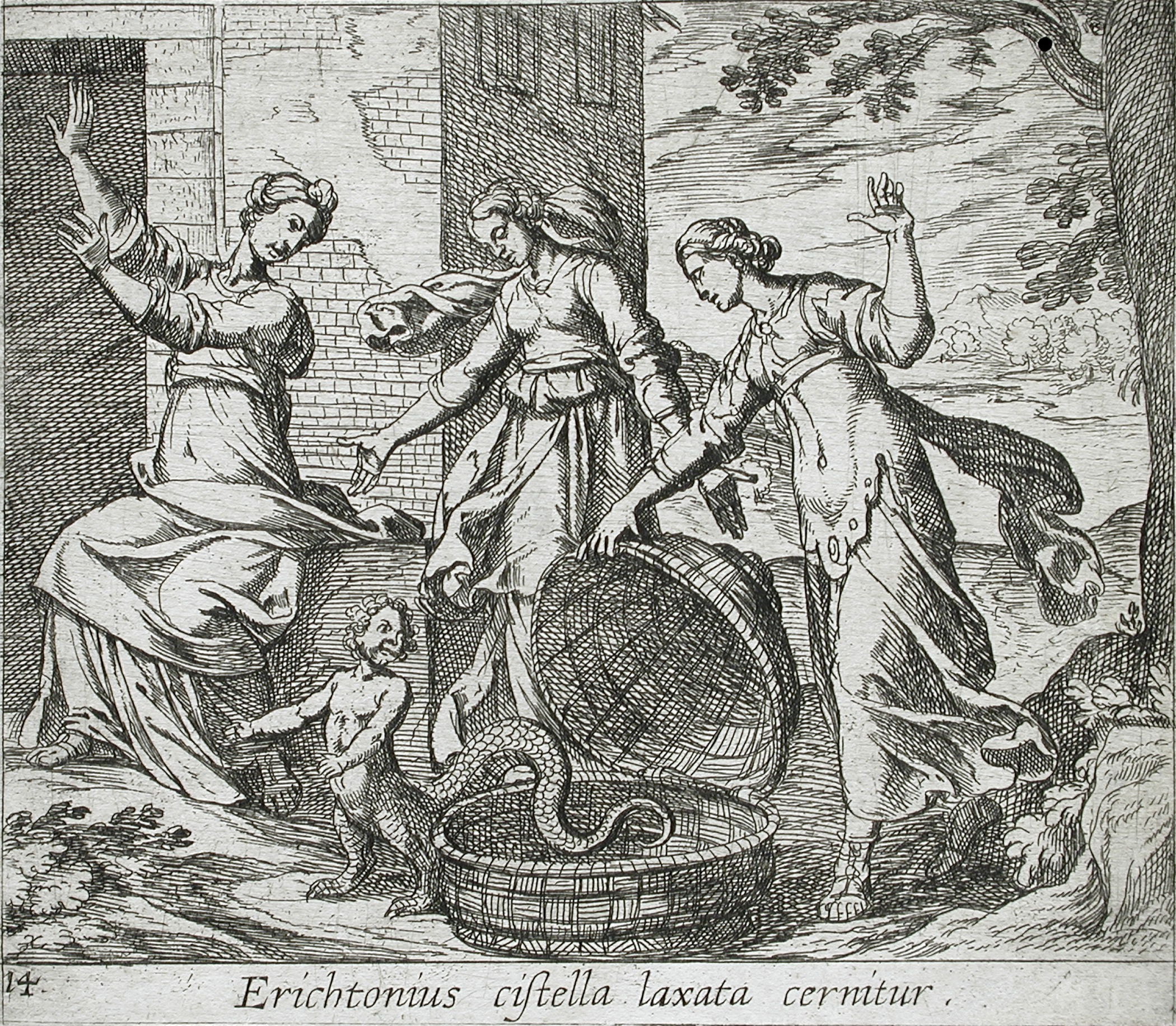
اریختونیوس از سبدش آزاد می‌شود.

قطعهٔ مربوط به این نقشِ به‌خصوص که گرادیوا نامیده می‌شود، در مجموعه‌موزهٔ کیارامونتیِ (Chiaramonti) واتیکان در رم نگهداری می‌شود. بقیهٔ قسمت‌های نقش‌برجسته در موزه اوفیزی در فلورانس به نمایش گذاشته شده است.
در واقع در تاریخ، شخصیتی به نامِ گرادیوا وجود ندارد بلکه ویلهلم ینسن، با رمان خود، هویتِ گرادیوا را به این نقش‌برجسته که در آن زمانْ ماهیت و تاریخش مشخص نبود، بخشید.

## در فرهنگ عامه
سالوادور دالی به همسرش، گالا دالی، لقبِ «گرادیوا» داده بود. در تعدادی از نقاشی‌هایش، شکل گرادیوا برایش الهام‌بخش واقع شد و اغلب از همسرش به عنوان مدل کمک می‌گرفت. از این نقاشی‌ها می‌توان به «گردیوا» (۱۹۳۱)، «گرادیوا ویرانه‌های آنتروپومورفوس را می‌یابد» (۱۹۳۱) و «ویلیام تِل و گرادیوا» (۱۹۳۱) اشاره کرد.
گرادیوا الهام‌بخش دیگر نقاشی‌های سبک سوررئالیست نیز بود. یکی از این نمونه‌ها به نام «گرادیوا» (۱۹۳۹) اثر آندره ماسون، نمادهای جنسی شخصیت را بررسی می‌کند.
در سال ۱۹۳۷، آندره برتون، نویسندهٔ سوررئالیست، که به عنوان رهبر جنبش شناخته می‌شود، یک گالری هنری به نام گرادیوا در رودخانهٔ ریوْگوش (Rive Gauche) افتتاح کرد. این استودیو توسط مارسل دوشان طراحی شده است که درب را نمادین به شکلِ گرادیوا همراه با یک چهرهٔ مَرد خلق کرده است.
فیلم هنری کوتاهِ Gradiva Sketch 1 (۱۹۷۸، دوربین: برونو نویتن) ساختهٔ ریموند کاراسکو، فیلمساز فرانسوی، به عنوان «برساختی شاعرانه دربارهٔ بُت‌شدگیِ (فَتیش‌شدگیِ) مِیل، که گویا برخلاف خوانشِ فروید، حرکت مهربانانه پای دختر، خودِ شیء است، نه مَرجَعِ صِرفِ مِیلِ مَردانه.» توصیف شد.
در سال ۱۹۶۸، میشل لیریس، نویسنده و قوم‌نگار سوررئالیست فرانسوی، همراه با ژان جامین، مجله‌ای آکادمیکِ Gradhiva را بنیان نهادند و در آن موضوعاتی پیرامون انسان‌شناسی را پوشش دادند. این مجله از سال ۲۰۰۵، توسط Musée du quai Branly در پاریس منتشر می‌شود.